# Tourist Trapped
Tourist Trapped là tập đầu tiên của chương trình hoạt hình Gravity Falls. Trong tập phim, cặp song sinh Dipper (lồng tiếng bởi Jason Ritter) và Mabel (lồng tiếng bởi Kristen Schaal đến Gravity Falls, Oregon để sống cùng với bác Stan (lồng tiếng bởi Alex Hirsch) ở nơi thu hút du khách của ông, Túp lều Bí ẩn. Nhưng khi Dipper tìm thấy một quyển nhật ký nói về những hiện tượng kì bì ở Gravity Falls, cậu bắt đầu nghĩ rằng chị gái cậu đang hẹn hò với một thây ma.
Tập phim được đạo diễn bởi John Aoshima và viết kịch bản bởi Alex Hirsch. Tập phim được công chiếu vào ngày 15 tháng 6 năm 2012 trên kênh Disney Channel.

## Nội dung
Tập phim bắt đầu với Dipper và Mabel tăng tốc trên một chiếc xe golf và bị truy đuổi bởi một con quái vật lớn. Dipper sau đó thuật lại tên tuổi và hoàn cảnh, bắt đầu từ việc cha mẹ họ đưa họ tới Gravity Falls, Oregon, nơi ông bác  tuyệt vời của họ là Stan sống. Dipper đã lo lắng về toàn bộ mùa hè của mình sẽ làm việc cho bác của mình trong Mystery Shack của ông vốn là cái bẫy du lịch.Tuy nhiên, khi bị Stan bảo vào rừng để đóng bảng quảng cáo cho Mystery Shack, cậu tình cờ phát hiện một cái máy trong một cái cây mở ra một ngăn bí mật, nơi Dipper tìm thấy một cuốn sách có dán một mẩu giấy hình bàn tay vàng với số 3 (đến mãi sang Season 2 cậu mới biết Stanford- một người bác của cậu- viết nó),cậu bắt đầu đọc nó. Cuốn sách chứa đựng những bí mật và kỳ lạ của thị trấn Gravity Falls. Trong khi cậu mở ra đọc và tò mò khi biết tác giả của quyển sách đã nghiên cứu Gravity Falls được 6 năm ròng và cả dòng chữ "Hãy nhớ: ở Gravity Falls không được tin ai." mà sau này nó trở thành "châm ngôn sống" của cậu. Đang lẩm bẩm câu "không được tin ai." thì đột nhiên bị Mabel hù từ phía sau, cô tò mò không biết em mình đang đọc gì mà chăm chú thế. Dipper bảo "tìm chỗ nào yên tĩnh đi" rồi mới nói.
Ở Mystery Shack, Dipper bảo với Mabel rằng quyển nhật ký này chứa nhiều thông tin về thị trấn và Mabel rất ngạc nhiên. Hai chị em đang nói chuyện thì có tiếng chuông cửa, Mabel liền chạy ra cửa,Dipper đọc quyển nhật ký trên ghế sofa thì Stan bước tới hỏi cậu đang đọc gì, cậu giật mình và giấu quyển nhật ký đi và lôi tạp chí "trang sức cho người già" ra đọc. Dipper đứng dậy nhường ghế cho Stan, cùng lúc đó Mabel bước vào giới thiệu bạn trai mới quen ở nghĩa địa tên là Norman. Dipper nghi ngờ hành động cử chỉ của Norman. Cậu lật quyển nhật ký ra xem và nghĩ Norman là zombie. Cậu lập tức theo dõi và quay phim Norman và Mabel đi chơi với nhau.
Dipper khuyên chị mình đừng đi chơi với Norman và bảo trong nhật ký "phán" có thể Norman là zombie. Mabel tỏ ra khó chịu khi thấy Dipper nghĩ xấu cho Norman và ngăn cản mình, cô quyết định sẽ đi chơi với Norman.
Dipper thờ thẫn ngồi xem lại đoạn phim cậu đã quay và nghĩ có thể cậu đã suy nghĩ quá nhiều thì đột nhiên cậu thấy chi tiết Norman bị rớt bàn tay khi ôm Mabel và anh nhặt chúng lại. Dipper quả quyết Norman là zombie và liền đi cứu chị gái.
Norman và Mabel ở trong rừng, Norman cho thấy anh thực sự là thần lùn, Mabel ngạc nhiên và thất vọng. Jeff (thần lùn) cùng vài thần lùn khác ngỏ ý muốn cưới Mabel vì họ muốn cô là nữ hoàng nhưng Mabel từ chối và cô bị một loạt các thần lùn bắt cóc vào sâu trong rừng và trói cô lại. Dipper mượn xe golf ở nhà lao tới kịp thời và cứu Mabel, cô vội vàng lao lên xe. Dipper lái xe về nhà và 2 chị em cậu nghĩ "đám thần lùn đó sao mà chạy kịp được họ" thì một con quái vật khổng lồ (do Jeff triệu tập các thần lùn lại tạo thành) đuổi họ từ phía sau.
May mắn là cả hai chị em Mabel đều đáp về nhà an toàn sau cuộc rượt đuổi đầy nguy hiểm. Họ bị quái vật thần lùn dồn vào góc sân sau, bắt Mabel phải cưới Jeff. Dipper liền lật quyển nhật ký xem có cách đánh bại nào không thì Mabel bước tới và nói lời đồng ý cưới Jeff. Dipper ra ngăn nhưng Mabel bảo cứ tin cô đi, cậu bèn lùi ra sau. Jeff vui mừng bước ra, xỏ nhẫn vào tay Mabel, cô bảo phải hôn cô dâu rồi mới về rừng, Jeff nhắm mắt lại và bị Mabel dùng máy thổi lá hút vào. Cô cùng cậu em thổi bay đám thần lùn đi.
Chiều tà, 2 chị em thơ thẩn bước vào Mystery Shack, Stan đang đếm lại tiền và chọc vui 2 chị em nhưng họ không quan tâm tới. Stan cảm thấy áy náy và liền cho phép họ lấy một món hàng bất kỳ với lý do "trích quá nhiều hàng nên muốn cho bớt".Mabel lấy cái móc Grappling Hook và Dipper lấy một chiếc mũ hình cây thông mới (vì cậu đã làm rơi nón hình ngôi sao lúc rượt đuổi).
Tối đó, Dipper viết vào nhật ký "...Khi bạn chiến đấu bọn thần lùn với ai đó, bạn sẽ nhận ra họ luôn ở bên bạn..." Rồi cậu kêu Mabel tắt đèn, cô giơ súng móc neo và bắn bay đèn qua cửa sổ. Hai chị em cùng phá lên cười.
Cùng lúc đó, Stan bước vào một căn phòng bí mật đằng sau máy bán hàng tự động trong cửa hàng (tới cuối Season 1 ta mới được biết đó là căn hầm chứa Cánh cổng Vũ trụ và tới giữa Season 2 mới được biết đó là công trình của Stanford) và liếc nhìn xung quanh để chắc chắn không ai có thể nhìn thấy ông...

## Sản xuất và phát sóng
"Tourist Trapped" được viết bởi tác giả Alex Hirsch và đạo diễn bởi John Aoshima với kịch bản của Matt Braly, Erik Fountain, Mark Garcia, Alonso Ramirez Ramos, và Niki Yang. Các tập phim được công chiếu vào ngày 15 Tháng 6, 2012 trên kênh Disney ở Hoa Kỳ, phục vụ như là một bản xem trước đặc biệt của bộ truyện. Công chiếu ngay sau buổi ra mắt của Channel Original Movie Disney để cho nó tỏa sáng. Ra mắt của tập phim đã được nhìn thấy bởi gần 3,4 triệu người xem. Nó có 267.000 lượt xem khi lần đầu công chiếu ở Anh và Ireland vào ngày 20 tháng 6 năm 2012.